# Сейдинський НПЗ
Сейдинський НПЗ – нафтопереробний завод, розташований на сході Туркменістану.
Завод спорудили як Чарджоуський НПЗ в період існування СРСР з розрахунку на переробку сибірської нафти, яка надходила по трубопроводу Омськ – Павлоград – Чимкент – Чарджоу. В 1989-му на майданчику підприємства почала роботу установка атомосферно-вакуумної перегонки потужністю 6 млн тон на рік. В березні 1992-го ввели в експлуатацію установку каталітичного риформінгу, здатну випускати 1 млн тон високооктанового бензину А-95. Втім, на тлі розпаду СРСР нафтопереробний завод так і залишився недобудованим.
Також у 1990-х роках припинились поставки сибірської нафти, після чого завод перевели на роботу з місцевою сировиною, якої, втім, було значно менше від проектної потужності підприємства. З 1998 року основним джерелом сировини стало транскордонне узбецько-туркменське родовище Кокдумалак/Яшилдепе. У відповідності до міждержавної угоди розробку родовища вела узбецька сторона, яка зобов’язалась щорічно постачати для Сейдинського НПЗ 574 тисячі тон нафти, при цьому остання доправлялась за допомогою нафтопроводу Кокдумалак – Караулбазар та завершальної ділянки трубопроводу Чимкент – Чарджоу. Втім, спостерігались регулярні недопоставки сировини, тому з 2004 року Туркменістан сам почав розробку своєї ділянки родовища, при цьому транспортування нафти відбувалось по трубопроводу Яшилдепе – Пельверт із подальшою перевалкою на залізницю.
В умовах нестачі сировини важливу роль почали відгравати поставки конденсату. З 1998-го він надходить з газопереробного заводу Наїп, для чого використовують трубопровід Наїп – Газачак і залізницю. В 2006 році повідомляли про надходження перших цистерн із конденсатом родовища Південний Йолотань (в подальшому визначене як частина родовища Галкиниш). А у 2009-му прямо на Сейдинський НПЗ вивели конденсатопровід від Багаджинського газопереробного заводу. В 2018 році поставки сировини з Наїпського та Багаджинського ГПЗ склали чверті мільйона тон, при тому, що за цей же період Сейдинський заводу виробив дещо більше півмільйона тон нафтопродуктів (бензин, дизельне пальне, мазут та бітум).
В 2017 році на заводі завершили модернізацію установки каталітичного риформінгу, причому з огляду на наявні обсяги сировини її потужність зменшилась удвічі (а сама вона була переномінована з ЛК 35-11/1000 на ЛК 35-11/500). Тепер установка може пропускати 500 тисяч тон бензину прямої перегонки на рік та випускати 412 тисяч тон бензину марки А-98, а також 25 тисяч тон іншого бензину, 15 тисяч тон зрідженого нафтового газу (пропан-бутанова фракція) і 40 тисяч тон паливного газу та газу з домішками водню.
Дещо раніше, в 2015-му, на майданчику заводу запустили блок виробництва бітуму річною потужністю 37 тисяч тон, для чого йому необхідно прийняти на переробку 118 тисяч тон мазуту.
З кінця 2005 года Сейдинський НПЗ входит до Туркменбашинського комплексу нефтепереробних заводів.
Для забезпечення енергетичних потреб заводу призначена розташована поруч ТЕЦ Сейді.
Разом із Сейдинським НПЗ для проживання його працівників спорудили новий населений пункт, який первісно носив назву Нєфтєзаводск, а потім був перейменований на Сейді.